# Robert Vischer

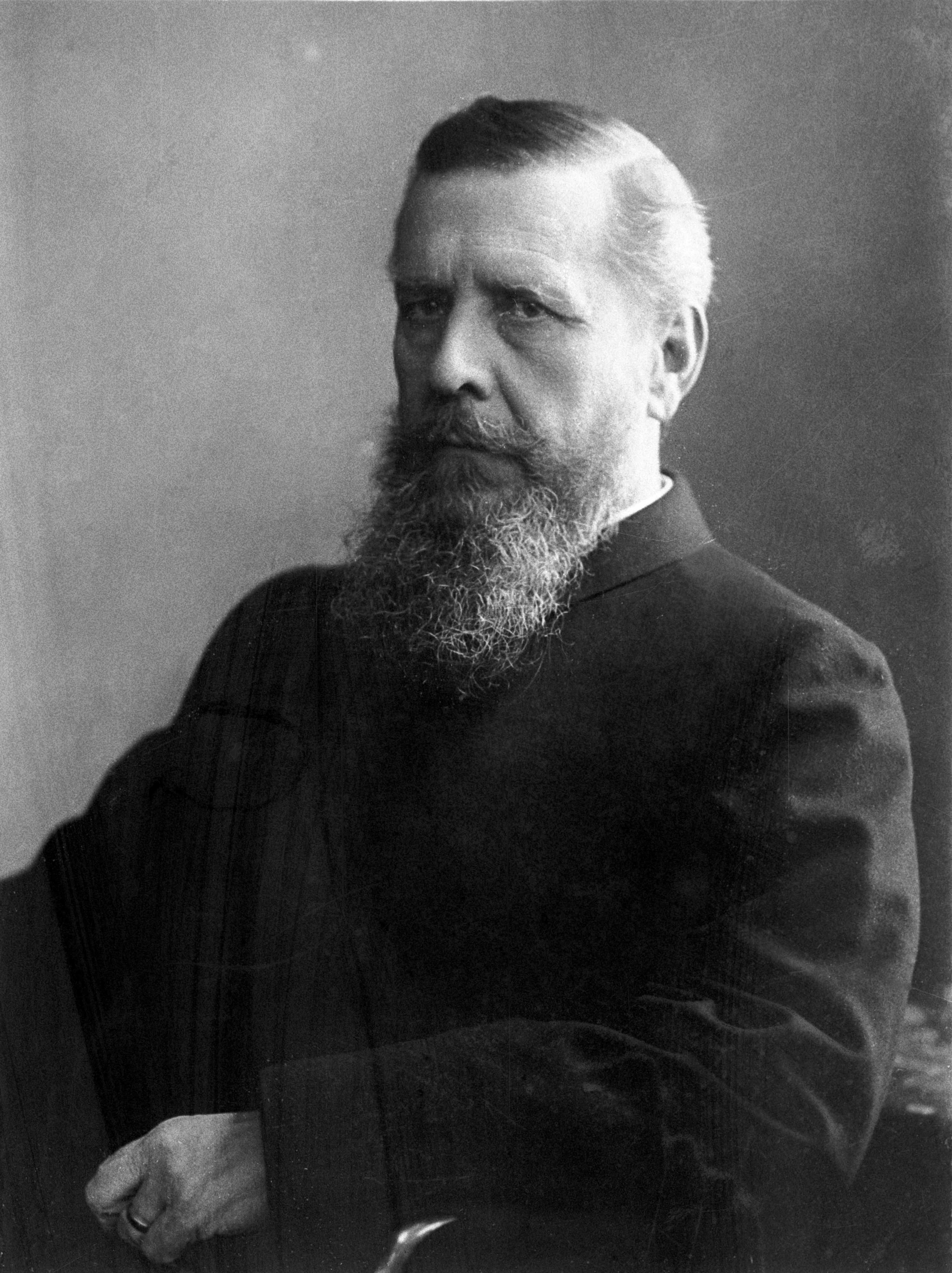
Robert Vischer

Robert Vischer (* 22. Februar 1847 in Tübingen; † 25. März 1933 in Wien) war ein deutscher Kunsthistoriker und Ästhetiker.

## Leben und Wirken
Der Sohn des Ästhetikers und Schriftstellers Friedrich Theodor Vischer wurde schon in jungen Jahren durch die zahlreichen Bekanntschaften seines Vaters –, beispielsweise mit Eduard Mörike, der auch sein Pate war, und mit Ludwig Uhland oder David Friedrich Strauß –, geprägt. Robert Vischer studierte nach seiner Schulzeit an den Universitäten in Zürich, Heidelberg, Bonn, München und Tübingen unter anderem Kunstgeschichte und Philosophie. Im Jahr 1872 wurde er in Tübingen zum Thema Über das optische Formgefühl promoviert. Zwei Jahre später wechselte er an die Wiener Kunstakademie, wo er bis 1878 als Skriptor in die dortige Bibliothek übernommen wurde. Anschließend wechselte Vischer an die Universität München, wo er sich 1879 habilitierte und als Privatdozent lehrte. In dieser Zeit wurde Vischer Mitglied im Münchener Dichterkreis „Die Krokodile“. Im Jahr 1882 folgte er einem Ruf an die Universität Breslau, wo man ihm zunächst eine außerordentliche Professur für neue Kunstgeschichte übertrug, bevor er 1885 einem Ruf an die RWTH Aachen folgte, um hier bis 1893 als Ordinarius für Allgemeine Kunstgeschichte und Ästhetik für die Arbeitsgebiete Ästhetische Formprobleme und italienische Renaissance zu wirken. Schließlich wechselte Vischer 1893 noch an die Universität Göttingen, wo er bis zu seiner Emeritierung im Jahr 1911 in gleicher Funktion lehrte. Seit 1903 war er korrespondierendes Mitglied der Bayerischen Akademie der Wissenschaften.
Robert Vischer gilt als der eigentliche Pionier auf dem Gebiet der ästhetischen Einfühlungstheorie. Er war noch vom Umfeld des auslaufenden (Alt-)Hegelianismus geprägt und entwickelte die Thesen seines Vaters weiter, vertrat im Gegensatz zu diesem aber keinen  nativistischen, sondern einen eher empiristischen Ansatz. Vischer entwarf im Rahmen des Einfühlungsvermögens die These, dass die „Seele“ – damit meinte er die Kraft der Gefühle – eine Projektion eines Betrachters zu einem Objekte sei, so dass im Prozess der Einfühlung die beobachteten Objekte sich mit dem eigenen Gefühl verbinden. Hierzu übertrug er die Ergebnisse der experimentellen Psychologie nach Wilhelm Wundt auf das Konzept der Einfühlung, welche danach insbesondere von Heinrich Wölfflin und Theodor Lipps weiter ausgebaut und vertieft wurden. Vischer verknüpfte folglich nach seinem Verständnis die Psychologie und Ästhetik, um eine interdisziplinäre Zwischenstufe der Kunstgeschichte zu kreieren, welche laut Herman Glockner eine neue moderne Richtung der Ästhetik darstelle. Vischer verdeutlichte damit, dass ein Kunstwerk als Produkt eines lebenden Menschen mit Phantasie und Gefühl zu sehen sei und erwartete vom Kunsthistoriker ein „Eindringen in den Geist der Sache“. Wilhelm Waetzoldt hielt ebenso wie Benedetto Croce Robert Vischer daraufhin für einen der bedeutendsten Impressionisten unter den Kunsthistorikern, vor allem in Hinblick auf Vischers erwähnte Deutung der Eindrücke, die Gemälde oder andere Kunstgegenstände auf den Betrachter machten.
Vischers Thesen spiegelten sich in seinen verschiedenen Publikationen wider, mit denen er nicht nur Begeisterung auslöste, sondern für die er auch herablassende und diffamierende Kritik beispielsweise durch Wilhelm von Bode erhielt, da er die Linien der traditionellen Kunstgeschichte und Philosophie verwischte. Umgekehrt bediente sich aber auch Vischer einer gewissen Polemik, wenn er sich in seinen Werken kritisch über diejenigen Kunsthistoriker äußerte, „deren Arbeit sich im Katalogisieren, Datenbestimmen, Urkundenjagd, Notizenhäufung und Technologie erschöpfe“. Auch auf dem Gebiet der Kunsttheorie machte sich Vischer durch sein Eintreten für eine  Neubewertung der Spätantike, die zu jener Zeit als „Verfallsepoche“ deklassiert wurde, nicht nur Freunde. Beeinflusst durch Alois Riegl und die Wiener Schule der Kunstgeschichte, war er ebenso wie diese der Ansicht, dass die antike Kunst Ausgangspunkt sowohl für die frühmittelalterliche als auch für die orientalische Kunst sei und somit einer neuen Bewertung bedürfe.
Zusätzlich zu seinen eigenen Publikationen war Robert Vischer auch maßgeblicher Herausgeber eines Großteils der Werke seines Vaters Friedrich Theodor Vischer.
Ein Nachlass befindet sich in der Bibliothek der Universität Tübingen.

## Werke (Auswahl)
- Über das optische Formgefühl – ein Beitrag zur Ästhetik, Diss., Tübingen 1872
- Luca Signorelli und die italienische Renaissance: eine kunsthistorische Monographie, Leipzig, Veit 1879
- Kunstgeschichte und Humanismus – Beiträge zur Klärung, Stuttgart 1880
- Neues über Bernhard Strigel, in: Jahrbuch der Kgl. Preußischen Kunstsammlung, 1885
- Studien zur Kunstgeschichte, Stuttgart: Bonz 1886 (Digitalisat)
- Peter Paul Rubens – Ein Büchlein für unzünftige Kunstfreunde, Berlin: Bruno Cassirer 1904
- Drei Schriften zum ästhetischen Formproblem, Halle a.d. Saale: M. Niemeyer 1927
- Empathy, Form, and Space – Problems in German Aesthetics 1873–1893, H. F. Mallgrave, E. Ikonomou, R. Vischer, K. Fiedler, H. Wölfflin: Oxford University Press 1994, ISBN 0-89236-259-6
- Weitere Werke von Robert Vischer im Katalog der Universitätsbibliothek Freiburg: